# Historiska domsagor i Uppsala län
Historiska domsagor i Uppsala län består av domsagor i Uppsala län före och efter tingsrättsreformen 1971. Domsagorna låg under Svea hovrätt. 
Domsagorna bestod ursprungligen av häradernas tingslag inom vilka motsvarande häradsrätt var verksam. Städerna omfattades inte av häradernas jurisdiktion, utan lydde under de egna rådhusrätterna.

## Domsagor från tiden efter 1971
Dessa var renodlade domkretsar till tingsrätterna:
- Uppsala domsaga från 1971, namnändrades 1 juli 2018 till Uppsala domkrets
- Enköpings domsaga upphörde 2005, till Uppsala domsaga
- Tierps domsaga upphörde 2005, till Uppsala domsaga
- Uppsala läns norra domsaga upphörde 1973 och uppgick i Tierps domsaga

## Upphörda 1971
- Uppsala läns södra domsaga från 1715
  - omfattade Bro, Håbo, Trögds och Åsunda härader
  - från 1927 Bälinge, Vaksala, Rasbo, Ulleråker, Hagunda och Lagunda härader.
- Uppsala läns norra domsaga från 1715
  - omfattade  Norunda, Oland och Örbyhus härader.

## Upphörda 1927
- Uppsala läns mellersta domsaga från 1715
  - omfattade Bälinge, Vaksala, Rasbo, Ulleråker, Hagunda och Lagunda härader.

## Upphörda 1715
- Bälinge, Vaksala, Rasbo, Norunda, och Örbyhus domsaga
- Trögds, Åsunda, Laguns, Hagunda och Ulleråkers domsaga
- Sjuhundra, Dannemora, Frösåkers, Häverö, Närdinghundra, Olands, Lövs och Hålls domsaga